# Adolfo Celi, un uomo per due culture
Adolfo Celi, un uomo per due culture (br: Adolfo Celi, um homem para duas culturas)  é um documentário italiano de 2006.

## Sinopse
Documentário biográfico do ator e diretor italiano Adolfo Celi, sua passagem pelo Brasil e sua influência no teatro e cinema brasileiros e italianos. Dirigido por um de seus filhos, Leonardo Celi, conta com depoimentos, entre outros, de Mario Monicelli, Anselmo Duarte, Fernanda Montenegro, Monah Delacy, Paulo Autran, Cleyde Yáconis, Cecil Thiré, Felipe Wagner, Renato Consorte, Paulo César Saraceni, Odete Lara, Osvaldo Loureiro, Tônia Carrero, Ennio Morricone.
Produzido pela Celifilms, em associação com a Sky Cinema Itália e Canal Brasil, participou da Mostra Internacional de Cinema de São Paulo.